# Рибен-Дол
Рибен-Дол (болг. Рибен дол) — село в Болгарии. Находится в Смолянской области, входит в общину Баните. Население составляет 14 человек.

## Политическая ситуация
Рибен-Дол подчиняется непосредственно общине и не имеет своего кмета.
Кмет (мэр) общины Баните — Райчо Стоянов Данаилов (инициативный комитет) по результатам выборов в правление общины.